# Schönau (zámek)
Zámek Schönau leží v obci Schönau an der Triesting v Industrieviertelu („Průmyslové čtvrti“) v okrese Baden v rakouské spolkové zemi Dolní Rakousy.

## Historie
Zámek byl původně pevností postavenou v 11. století na ochranu bavorských přistěhovalců. Při druhém tureckém obléhání v roce 1683 vodní hrad obyvatelstvo ochránil. Z původní stavby však již nic nestojí. Mohly by ještě z té doby pocházet pouze zbytky vnějších zdí. Na původním místě byl v roce 1796 postaven dnešní zámek. Stavebníkem zámku byl baron Peter von Braun (1758-1819), který byl v té době jedním z bohatých mužů Rakouska. V zámku bylo jako první v Rakousku zavedeno plynové osvětlení. Kolem zámku byl zřízen "pohádkový park" kolem "Chrámu noci".
V průběhu let se vystřídalo několik vlastníků. Majitelem byl také Johann z Lichtenštejna (1760-1836) nebo velkovévoda Otto Habsburský (1912–2011), jakož i Alžběta Marie Rakouská (1883-1963), zvaná "rudá acivévodkyně".
V průběhu druhé světové války byl zámek užíván německým wehrmachtem a po válce byl pod správou Sovětů USIA. Zámek až do roku 1953 užívaný Rudou armádou přešel do vlastnictví Alexandrine baronky Happack roz. hraběnky Demblin.
V roce 1961 pronajali Happackové usedlost "Holanďanu W. C. Holwerffovi. Tito přenechali zámek v letech 1965-1973 do užívání spolkovému úřadu pro "vystěhovalce" pro sovětské Židy před vystěhováním do Izraele. Před tím byli v zajetí v Marcheggu pod péčí Jewish Agency, kde prošlo na 70 000 emigrantů.
Až po přesídlení do Vídeňského Nového Města byli v letech 1978 až 1992 umístěni příslušníci zvláštních jednotek, dnes Einsatzkommando Cobra, v usedlosti umístěni.
Park je dnes chráněným přírodním prvkem a je stejně jako celý zámek v držení společnosti "Zámek Schönau".
Na zámku je v části historický lovecký dům a restaurované apartmány k pronájmu hostům. K tomu je možné zhlédnout v rámci řízené prohlídky "Chrám noci".